# USS Conklin (DE-439)
USS Conklin (DE-439) là một tàu hộ tống khu trục lớp John C. Butler từng phục vụ cùng Hải quân Hoa Kỳ trong Chiến tranh Thế giới thứ hai. Nó là chiếc tàu chiến duy nhất của Hải quân Hoa Kỳ được đặt cái tên này, theo tên Binh nhì Thủy quân Lục chiến George Emerson Conklin (1921–1942), người từng phục vụ cùng Sư đoàn 1 Thủy quân Lục chiến, đã tử trận tại Guadalcanal vào ngày 5 tháng 10, 1942 và được truy tặng Huân chương Chữ thập Hải quân. Nó đã phục vụ trong suốt Thế chiến II, được cho ngừng hoạt động sau khi xung đột chấm dứt vào năm 1946, rồi cuối cùng bị bán để tháo dỡ vào năm 1972. Conklin được tặng thưởng ba Ngôi sao Chiến trận do thành tích phục vụ trong Thế Chiến II.

## Thiết kế và chế tạo
Lớp John C. Butler được thiết kế nhằm đáp ứng nhu cầu một số lượng lớn nhưng rẻ tiền của một kiểu tàu hộ tống chống tàu ngầm để hộ tống các đoàn tàu vận tải vượt đại dương. Chúng có chiều dài chung 306 foot (93,3 m), mạn tàu rộng 36 foot 10 inch (11,2 m) và mớn nước 13 foot 4 inch (4,1 m), trọng lượng choán nước tiêu chuẩn 1.350 tấn Anh (1.372 t), và lên đến 1.745 tấn Anh (1.773 t) khi đầy tải, với một thủy thủ đoàn bao gồm 14 sĩ quan và 201 thủy thủ. Con tàu được vận hành bởi hai turbine hơi nước hộp số Westinghouse; hơi nước được cung cấp bởi hai nồi hơi "D" Express, tạo ra công suất 12.000 mã lực càng (8.900 kW) và cho phép đạt được tốc độ tối đa 24 hải lý trên giờ (44 km/h; 28 mph). Nó có tầm hoạt động 6.000 hải lý (11.000 km; 6.900 mi) ở tốc độ đường trường 12 hải lý trên giờ (22 km/h; 14 mph).
Dàn vũ khí chính bao gồm hai tháp pháo 5-inch/38 caliber đa dụng nòng đơn, được dẫn đường bởi hệ thống điều khiển hỏa lực Mark 51; vũ khí phòng không gồm hai khẩu đội Bofors 40 mm L/60 nòng đôi và mười khẩu Oerlikon 20 mm nòng đơn cũng được dẫn đường bởi hệ thống Mark 51. Ngoài ba ống phóng ngư lôi 21 inch (533 mm), vũ khí chống ngầm bao gồm hai đường ray thả mìn sâu, tám máy phóng mìn sâu K-gun cùng một dàn súng cối chống ngầm Hedgehog. Con tàu được trang bị sonar kiểu QC, radar dò tìm mặt biển SL và radar dò tìm không trung SA.
Conklin được đặt lườn tại xưởng tàu của hãng Federal Shipbuilding and Dry Dock Company ở Newark, New Jersey vào ngày 4 tháng 11, 1943. Nó được hạ thủy vào ngày 13 tháng 2, 1944, được đỡ đầu bởi bà Theresa Conklin, mẹ của Binh nhì Conklin, và được cho nhập biên chế cùng Hải quân Hoa Kỳ vào ngày 21 tháng 4, 1944 dưới quyền chỉ huy của Hạm trưởng, Thiếu tá Hải quân Donald Cairns Brown.

## Lịch sử hoạt động
Sau khi hoàn tất việc chạy thử máy huấn luyện tại khu vực Bermuda và sửa chữa sau chạy thử máy, Conklin chuẩn bị để được điều động sang khu vực Mặt trận Thái Bình Dương, và đi đến Trân Châu Cảng vào ngày 30 tháng 7, 1944. Sau khi tiếp tục thực hành huấn luyện tại vùng biển Hawaii, nó đi đến Eniwetok vào ngày 17 tháng 8, để tháp tùng bảo vệ cho tàu sân bay hộ tống USS Kwajalein quay trở lại Trân Châu Cảng. Nó lại khởi hành từ Trân Châu Cảng vào ngày 9 tháng 9, và làm nhiệm vụ hộ tống vận tải giữa Kwajalein và Eniwetok cho đến ngày 3 tháng 10, khi nó đi đến Guam để phục vụ canh phòng máy bay. Sau khi được sửa chữa hệ thống thủy âm tại Eniwetok, con tàu tuần tra chống tàu ngầm ngoài khơi Saipan cho đến ngày 6 tháng 11, rồi lên đường đi ngang Ulithi để đến Leyte, Philippines, hộ tống một đoàn tàu vận chuyển lực lượng tăng viện và tiếp liệu. Sau khi đi đến Leyte vào ngày 14 tháng 11, nó tham gia một đội tìm-diệt tàu ngầm hoạt động tại khu vực Kossol Roads.
Vào ngày 19 tháng 11, với sự giúp đỡ của máy bay tuần tra, Conklin cùng với tàu chị em McCoy Reynolds (DE-440) được phái đi tìm diệt một tàu ngầm đối phương được một tàu tuần tra và một tàu quét mìn phát hiện ở lối ra vào phía Tây của Kossol Roads. Cả hai dò được mục tiêu qua sonar lúc 15 giờ 04 phút, và McCoy Reynolds bắn tổng cộng ba loạt súng cối chống ngầm Hedgehog lúc 15 giờ 39 phút nhưng không có kết quả và mục tiêu biến mất. Đến 16 giờ 03 phút, Conklin phát hiện mục tiêu và bắn một loạt Hedgehog lúc 16 giờ 15 phút, ghi nhận một vụ nổ nhỏ dưới nước; rồi bắn thêm một loạt súng cối mười phút sau đó, ghi nhận thêm một vụ nổ khác, nhưng chiếc tàu ngầm đối phương tiếp tục cơ động lẩn tránh, né được lượt tấn công thứ ba của Conklin. Đến 16 giờ 45 phút, McCoy Reynolds thả một loạt 12 quả mìn sâu xuống độ sâu 450 ft (140 m), một bong bóng khí đường kính 25 ft (7,6 m) trồi lên mặt nước, và sau đó là một vụ nổ lớn ngầm dưới nước. Đến 17 giờ 00 họ lại dò thấy tín hiệu sonar, nhưng ngay sau đó là một vụ nổ dưới nước khác, đến mức tạm thời làm hỏng bộ sonar. Một bong bóng khí lớn khác lại nổi lên, kèm theo nhiều tiếng nổ nhỏ, rồi dầu diesel và mảnh vỡ bắt đầu nổi lên khắp mặt nước, xác nhận tàu ngầm Nhật Bản I-37 đã bị đánh chìm tại tọa độ 08°07′B 134°16′Đ / 8,117°B 134,267°Đ.
Conklin sau đó quay trở lại nhiệm vụ hộ tống tại khu vực Eniwetok, Ulithi và Guam cho đến ngày 21 tháng 1, 1945, khi nó tham gia một chuyến tuần tra tìm-diệt tàu ngầm khác. Vào ngày 23 tháng 1, 1945, tại vị trí khoảng 15 mi (24 km) về phía Đông Bắc đảo Yap vào lúc 03 giờ 10 phút, tàu chị em Corbesier (DE-438) phát hiện một mục tiêu ở khoảng cách 9.800 yd (9,0 km); khi nó tiếp cận để điều tra, một tàu ngầm đối phương lập tức lặn xuống. Đến 03 giờ 36 Corbesier dò được mục tiêu qua sonar và bắn một loạt súng cối chống ngầm Hedgehog nhưng bị trượt; sau đó Conklin và tàu hộ tống khu trục Raby (DE-698) cùng tham gia cuộc truy lùng. Lúc 09 giờ 02 phút, Corbesier lại dò được mục tiêu qua sonar và bắn năm loạt loạt Hedgehog nhưng cũng không có kết quả; đến 09 giờ 12 phút Corbesier lại dò được mục tiêu nhưng bị mất ngay trước khi kịp tấn công. Conklin sau đó tấn công với một loạt Hedgehog lúc 09 giờ 34 phút ở khoảng cách 550 yd (0,50 km), tạo ra bốn hoặc năm vụ nổ nhỏ ở độ sâu 175 ft (53 m), và ngay sau đó là một vụ nổ ngầm dưới nước, lớn đến mức tạm thời làm hỏng động cơ và bánh lái của Conklin. Nhiều bọt khí lớn trồi lên mặt biển, và sau đó là dầu diesel và nhiều mảnh vỡ và xác người tiếp tục nổi lên, xác nhận tàu ngầm Nhật Bản I-48 đã bị đánh chìm tại tọa độ 09°55′B 138°17′Đ / 9,917°B 138,283°Đ.
Khởi hành từ Ulithi vào ngày 14 tháng 2, Conklin làm nhiệm vụ hộ tống vận tải tại khu vực Palau và đảo Manus. Sau khi đến nơi vào ngày 27 tháng 2, nó tham gia hộ tống một đội tiếp liệu để hỗ trợ cho Lực lượng Đặc nhiệm 58, và sau đó thành Lực lượng Đặc nhiệm 38, trong giai đoạn từ ngày 20 tháng 3 đến ngày 5 tháng 6. Con tàu đã hoạt động hầu như liên tục trên biển trong suốt Chiến dịch Okinawa, đảm nhiệm vận chuyển nhân sự, thư tín, hàng hóa, tìm kiếm và giải cứu và hộ tống các tàu tiếp liệu đi đến điểm tiếp nhiên liệu tại Guam và Ulithi. Bị hư hại nặng bởi một cơn bão ngoài khơi Okinawa vào ngày 5 tháng 6, nó chịu đựng một người thiệt mạng, và nhiều người bị thương; bốn người đã bị sóng cuốn qua mạn nhưng hai người đã được Conklin cùng một tàu khác cứu vớt được. Nó đi đến để sửa chữa khẩn cấp, rồi lên đường vào ngày 17 tháng 6 để quay trở về Hoa Kỳ, nơi nó được đại tu tại Xưởng hải quân Mare Island. Nó vẫn đang ở trong xưởng tàu khi Nhật Bản chấp nhận đầu hàng vào ngày 15 tháng 8, giúp chấm dứt vĩnh viễn cuộc xung đột.
Sau khi hoàn tất việc đại tu, Conklin chuyển đến San Diego, California và được cho xuất biên chế tại đây vào ngày 17 tháng 1, 1946, được đưa về Hạm đội Dự bị Thái Bình Dương. Tên nó được cho rút khỏi danh sách Đăng bạ Hải quân vào ngày 1 tháng 10, 1970, và con tàu được bán để tháo dỡ vào ngày 12 tháng 5, 1972.

## Phần thưởng
Conklin được tặng thưởng ba Ngôi sao Chiến trận do thành tích phục vụ trong Thế Chiến II.
|  |                                         |  |
|  | Bronze star · Bronze star · Bronze star |  |

| Dãi băng Hoạt động Tác chiến (truy tặng) |                                                                         |                                      |
| Huân chương Chiến dịch Hoa Kỳ            | Huân chương Chiến dịch Châu Á-Thái Bình Dương với 3 Ngôi sao Chiến trận | Huân chương Chiến thắng Thế Chiến II |